# John Wood il Giovane
John Wood (Bath, 25 febbraio 1728 – Batheaston, 18 giugno 1782) è stato un architetto britannico.

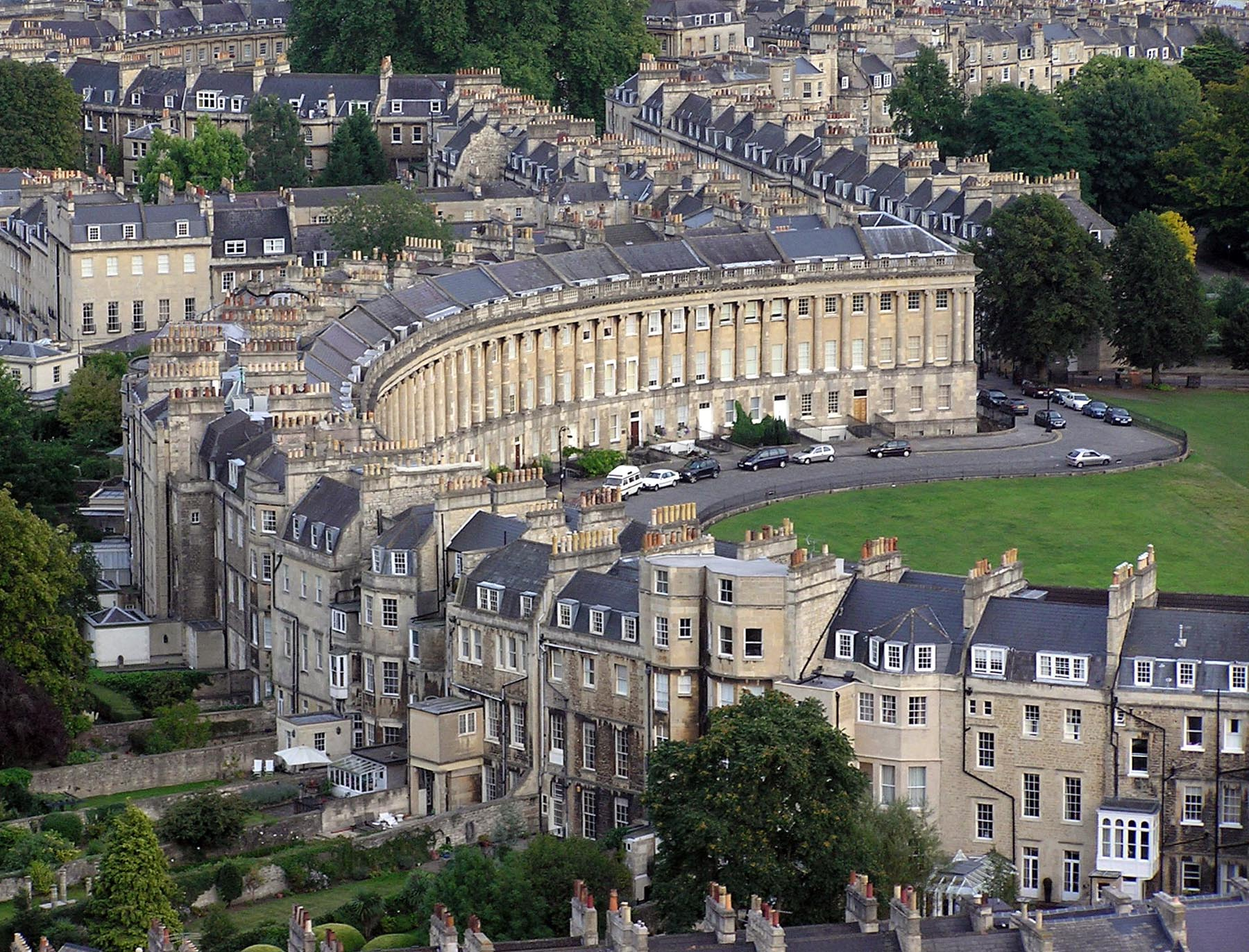
Royal Crescent, Bath.

È ricordato come John Wood il giovane. Iniziò la carriera come assistente del padre John Wood il Vecchio. Tra i suoi lavori, nella cittadina di Bath, si ricordano il Royal Crescent, le Bath Assembly Rooms e la Buckland House in Buckland (Oxfordshire).
Terminò la famosa costruzione del padre, Circus di Bath nel 1764.